# Мала Илова Гора
Мала Илова Гора (словен. Mala Ilova Gora) насељено место у општини Гросупље, централна Словенија, покрајина Долењска. Општина припада регији Средишња Словенија.
Налази се на надморској висини 477,9 м, површине 3,27 км². Приликом пописа становништва 2002. године насеље је имало 68 становника.

## Културна баштина
Локална црква посвећена Светом Крижу припада парохији Видем Добрепоље. Изграђена је 1990. године..